# جمعية القديسة زيتا (رواية)
جمعية القديسة زيتا هي الرّواية الثّانية والسّتون لكاتبة الجريمة البريطانية روث ريندل ، وهي رواية مستقلة. إنها ليست جزءًا من سلسلة المفتش ويكسفورد الشهيرة.

## استقبال الرواية
جمعيّة القديسة زيتا تمّ استقبالها بشكل جيد للغاية من قبل النّقاد. لورا ويلسون من الجارديان أشادت بالكتاب باعتباره "فرقة تم تنفيذها بشكل رائع "حيث" يتم الاحتفاظ بجميع الشّخصيات في الّلعب دون التّخلي عن التّشويق الضّروري لُغزا رائعًا." استعراض كيركوس علق في مراجعة إيجابية: "عادت ريندل إلى العسر الذي تم تجريده من عملها المبكر، مضيفة علم الاجتماع الغريب إلى كوابيسها المخملية. بدلا من استنفاد إمكانيات مجموعتها من غير الأسوياء المعقول, هذه الصورة الجماعية تتركك تتوق إلى المزيد."
كما أشادت جين جاكمان من صحيفة الإندبندنت بالكتاب، حيث كتبت: "تشكّل حبكة الرّواية شبكة معقّدة تتأرجح فيها السّلطة ذهابًا وإيابًا بين صاحب العمل والموظف، يكون لكل قادم أو ذاهب مراقب، ولم يمض وقت طويل قبل أن نتوقع "حالتا وفاة على الأقل في الطّريق... هذا [الكتاب] هو نظرة يائسة على الجزء السّفلي من لندن، لكنّه يحمل رنين الحقيقة."  لـ واشنطن تايمز، أشارت موريل دوبين إلى أنّ الكتاب كان "أقل غموضًا من كونه هجاءً اجتماعيًا عن الأشخاص العاديين إلى حد ما" وأضافت: "كل أفعال هذه الشّخصيات المشغولة مغلفة في الكتاب المذهل ولكن نهايته مُرضية... قامت السّيدة ريندل، وهي حرفية خبيرة، بتسليم البضائع مرّة أخرى."

## روابط خارجية
- جمعية سانت زيتا على موقع سايمون اند شوستر